# Tarma

Tarma est une ville péruvienne, capitale du district du même nom et de la province de Tarma, dans la Région de Junín. Elle est située à 3 060 mètres d'altitude. La population du district était estimée à 60 542 habitants en 2002 et a une superficie de 459.95 km².
Sous la vice-royauté (création d'une Intendance en 1784) et les premières années de la république, Tarma fut la principale ville des Andes centrales du Pérou. La ville de Huancayo la supplanta par la suite.
Tarma est aussi la ville natale du dictateur Manuel A. Odría.